# Le Samyn 2017
Pour la course féminine, voir Le Samyn des Dames 2017.
La 49e édition du Samyn a lieu le 1er mars 2017. La course fait partie du calendrier UCI Europe Tour 2017 en catégorie 1.1. C'est également la première épreuve de la Coupe de Belgique de cyclisme sur route 2017 ainsi que la première de la Lotto Wallonia Cup 2017.

## Présentation

### Parcours
Le parcours est sensiblement le même que celui de l'édition précédente. Il est tracé sur 202 kilomètres au total. Les coureurs partent de Quaregnon, puis se dirigent dans la campagne du Hainaut où ils font une première boucle de 102 kilomètres. Le tracé revient ensuite dans le sens inverse et les coureurs rejoignent la ville de Dour pour effectuer quatre tours d'un circuit local de 25 kilomètres. Cette boucle finale est rendue difficile, par quatre sections pavées et deux côtes. Un long faux-plat emmène les coureurs sur la ligne d'arrivée dans la ville de Dour.

### Équipes
Classé en catégorie 1.1 de l'UCI Europe Tour, le Samyn est par conséquent ouvert aux WorldTeams dans la limite de 50 % des équipes participantes, aux équipes continentales professionnelles, aux équipes continentales et aux équipes nationales.
Vingt équipes participent à ce Samyn - trois WorldTeams, huit équipes continentales professionnelles et neuf équipes continentales :
| WorldTeams (3)- Lotto NL-Jumbo - Lotto-Soudal - Quick-Step Floors Équipes continentales professionnelles (8)- Cofidis, Solutions Crédits - Fortuneo-Vital Concept - Israel Cycling Academy - Roompot-Nederlandse Loterij - Sport Vlaanderen-Baloise - Verandas Willems-Crelan - Wanty-Groupe Gobert - WB-Veranclassic-Aqua Protect Équipes continentales (9)- AGO-Aqua Service - An Post-ChainReaction - Armée de terre - Cibel-Cebon - Leopard - Pauwels Sauzen-Vastgoedservice - Roubaix Lille Métropole - T.Palm-Pôle Continental Wallon - Tarteletto-Isorex |
| |

## Classements

### Classement final
| \| Classement général \| Classement général \| Classement général \| Classement général \| Classement général \| \| Coureur \| Coureur \| Pays \| Équipe \| Temps \| \| ------------------ \| ------------------------ \| ------------------ \| ---------------------------- \| ------------------ \| \| 1er \| Guillaume Van Keirsbulck \| Belgique \| Wanty-Groupe Gobert \| 4 h 53 min 55 s \| \| 2e \| Alex Kirsch \| Luxembourg \| WB-Veranclassic-Aqua Protect \| + 0 s \| \| 3e \| Iljo Keisse \| Belgique \| Quick-Step Floors \| + 11 s \| \| 4e \| Florian Sénéchal \| France \| Cofidis, Solutions Crédits \| + 11 s \| \| 5e \| Frederik Backaert \| Belgique \| Wanty-Groupe Gobert \| + 11 s \| \| 6e \| Jesper Asselman \| Pays-Bas \| Roompot-Nederlandse Loterij \| + 11 s \| \| 7e \| Frederik Frison \| Belgique \| Lotto-Soudal \| + 11 s \| \| 8e \| Jos van Emden \| Pays-Bas \| LottoNL-Jumbo \| + 13 s \| \| 9e \| Bert Van Lerberghe \| Belgique \| Sport Vlaanderen-Baloise \| + 35 s \| \| 10e \| Maximilian Schachmann \| Allemagne \| Quick-Step Floors \| + 52 s \| |                          |            |                              |                 |
| |                          |            |                              |                 |
| Sources : ProCyclingStats Cycling Quotient Cycling Archives |                          |            |                              |                 |
| Classement général |                          |            |                              |                 |
| Coureur | Coureur                  | Pays       | Équipe                       | Temps           |
| 1er | Guillaume Van Keirsbulck | Belgique   | Wanty-Groupe Gobert          | 4 h 53 min 55 s |
| 2e | Alex Kirsch              | Luxembourg | WB-Veranclassic-Aqua Protect | + 0 s           |
| 3e | Iljo Keisse              | Belgique   | Quick-Step Floors            | + 11 s          |
| 4e | Florian Sénéchal         | France     | Cofidis, Solutions Crédits   | + 11 s          |
| 5e | Frederik Backaert        | Belgique   | Wanty-Groupe Gobert          | + 11 s          |
| 6e | Jesper Asselman          | Pays-Bas   | Roompot-Nederlandse Loterij  | + 11 s          |
| 7e | Frederik Frison          | Belgique   | Lotto-Soudal                 | + 11 s          |
| 8e | Jos van Emden            | Pays-Bas   | LottoNL-Jumbo                | + 13 s          |
| 9e | Bert Van Lerberghe       | Belgique   | Sport Vlaanderen-Baloise     | + 35 s          |
| 10e | Maximilian Schachmann    | Allemagne  | Quick-Step Floors            | + 52 s          |

### UCI Europe Tour
Ce Samyn attribue des points pour l'UCI Europe Tour 2017, par équipes seulement aux coureurs des équipes continentales professionnelles et continentales, individuellement à tous les coureurs sauf ceux faisant partie d'une équipe ayant un label WorldTeam.
| Position,          | 1er | 2e | 3e | 4e | 5e | 6e | 7e | 8e | 9e | 10e | 11e | 12e | 13e à 15e | 16e à 25e |
| Classement général | 125 | 85 | 70 | 60 | 50 | 40 | 35 | 30 | 25 | 20  | 15  | 10  | 5         | 3         |

## Liste des participants
| Légende | Légende                                                                    | Légende | Légende                                                    |
| ------- | -------------------------------------------------------------------------- | ------- | ---------------------------------------------------------- |
| Num     | Dossard de départ porté par le coureur sur ce Samyn                        | Pos     | Position à l'arrivée de la course                          |
|         | Indique un maillot de champion national ou mondial, suivi de sa spécialité | NP      | Indique un coureur qui n'a pas pris le départ de la course |
| AB      | Indique un coureur qui n'a pas terminé la course                           | HD      | Indique un coureur qui a terminé la course hors des délais |

| Quick-Step Floors QST | Quick-Step Floors QST               | Quick-Step Floors QST |
| --------------------- | ----------------------------------- | --------------------- |
| Num                   | Coureur                             | Pos                   |
| 1                     | Jack Bauer (NZL) (Contre-la-montre) | 46e                   |
| 2                     | Rémi Cavagna (FRA)                  | 14e                   |
| 3                     | Laurens De Plus (BEL)               | AB                    |
| 4                     | Tim Declercq (BEL)                  | 33e                   |
| 5                     | Dries Devenyns (BEL)                | 36e                   |
| 6                     | Iljo Keisse (BEL)                   | 3e                    |
| 7                     | Maximilian Schachmann (GER)         | 10e                   |
| 8                     | Martin Velits (SVK)                 | AB                    |
| Directeur sportif :   |                                     |                       |

| Lotto-Soudal LTS    | Lotto-Soudal LTS         | Lotto-Soudal LTS |
| ------------------- | ------------------------ | ---------------- |
| Num                 | Coureur                  | Pos              |
| 11                  | Kris Boeckmans (BEL)     | AB               |
| 12                  | James Shaw (NED)         | AB               |
| 13                  | Jens Debusschere (BEL)   | 18e              |
| 14                  | Jasper De Buyst (BEL)    | 24e              |
| 15                  | Thomas De Gendt (BEL)    | AB               |
| 16                  | Frederik Frison (BEL)    | 7e               |
| 17                  | Rémy Mertz (BEL)         | 50e              |
| 18                  | Tosh Van der Sande (BEL) | 27e              |
| Directeur sportif : |                          |                  |

| Lotto NL-Jumbo LNJ  | Lotto NL-Jumbo LNJ          | Lotto NL-Jumbo LNJ |
| ------------------- | --------------------------- | ------------------ |
| Num                 | Coureur                     | Pos                |
| 21                  | Martijn Keizer (NED)        | 41e                |
| 22                  | Koen Bouwman (NED)          | AB                 |
| 23                  | Twan Castelijns (NED)       | AB                 |
| 24                  | Amund Grøndahl Jansen (NOR) | 47e                |
| 25                  | Gijs Van Hoecke (BEL)       | 49e                |
| 26                  | Steven Lammertink (NED)     | AB                 |
| 27                  | Jos van Emden (NED)         | 8e                 |
| 28                  | Maarten Wynants (BEL)       | 17e                |
| Directeur sportif : |                             |                    |

| Cofidis COF         | Cofidis COF               | Cofidis COF |
| ------------------- | ------------------------- | ----------- |
| Num                 | Coureur                   | Pos         |
| 31                  | Loïc Chetout (FRA)        | 38e         |
| 32                  | Dimitri Claeys (BEL)      | 19e         |
| 33                  | Jérôme Cousin (FRA)       | AB          |
| 34                  | Hugo Hofstetter (FRA)     | 11e         |
| 35                  | Florian Sénéchal (FRA)    | 4e          |
| 36                  | Jimmy Turgis (FRA)        | 28e         |
| 37                  | Kenneth Vanbilsen (BEL)   | AB          |
| 38                  | Michael Van Staeyen (BEL) | AB          |
| Directeur sportif : |                           |             |

| Fortuneo-Vital Concept FVC | Fortuneo-Vital Concept FVC | Fortuneo-Vital Concept FVC |
| -------------------------- | -------------------------- | -------------------------- |
| Num                        | Coureur                    | Pos                        |
| 41                         | Franck Bonnamour (FRA)     | AB                         |
| 42                         | Erwann Corbel (FRA)        | AB                         |
| 43                         | Anthony Delaplace (FRA)    | 39e                        |
| 44                         | Benoît Jarrier (FRA)       | 15e                        |
| 45                         | Armindo Fonseca (FRA)      | AB                         |
| 46                         | Arnaud Gérard (FRA)        | 34e                        |
| 47                         | Florian Vachon (FRA)       | 23e                        |
| 48                         | Boris Vallée (BEL)         | 25e                        |
| Directeur sportif :        |                            |                            |

| Israel Cycling Academy ICA | Israel Cycling Academy ICA | Israel Cycling Academy ICA |
| -------------------------- | -------------------------- | -------------------------- |
| Num                        | Coureur                    | Pos                        |
| 51                         | Benjamin Perry (CAN)       | 52e                        |
| 52                         | Guillaume Boivin (CAN)     | AB                         |
| 53                         | Dennis van Winden (NED)    | AB                         |
| 54                         | Tyler Williams (USA)       | AB                         |
| 55                         | Mihkel Räim (EST) (Route)  | AB                         |
| 56                         | Guy Sagiv (ISR) (Route)    | AB                         |
| 57                         | Daniel Turek (CZE)         | 22e                        |
| 58                         | Zakkari Dempster (AUS)     | AB                         |
| Directeur sportif :        |                            |                            |

| Roompot-Nederlandse Loterij RNL | Roompot-Nederlandse Loterij RNL | Roompot-Nederlandse Loterij RNL |
| ------------------------------- | ------------------------------- | ------------------------------- |
| Num                             | Coureur                         | Pos                             |
| 61                              | Taco van der Hoorn (NED)        | 21e                             |
| 62                              | Brian van Goethem (NED)         | AB                              |
| 63                              | Jesper Asselman (NED)           | 6e                              |
| 64                              | Raymond Kreder (NED)            | AB                              |
| 65                              | Jens Mouris (NED)               | AB                              |
| 66                              | Pim Ligthart (NED)              | AB                              |
| 67                              | Sjoerd van Ginneken (NED)       | 30e                             |
| 68                              | Coen Vermeltfoort (NED)         | 31e                             |
| Directeur sportif :             |                                 |                                 |

| Verandas Willems-Crelan VWC | Verandas Willems-Crelan VWC | Verandas Willems-Crelan VWC |
| --------------------------- | --------------------------- | --------------------------- |
| Num                         | Coureur                     | Pos                         |
| 71                          | Gaëtan Bille (BEL)          | AB                          |
| 72                          | Dries De Bondt (BEL)        | AB                          |
| 73                          | Huub Duyn (NED)             | AB                          |
| 74                          | Michael Goolaerts (BEL)     | AB                          |
| 75                          | Aidis Kruopis (LTU)         | AB                          |
| 76                          | Elias Van Breussegem (BEL)  | AB                          |
| 77                          | Timothy Dupont (BEL)        | AB                          |
| 78                          | Otto Vergaerde (BEL)        | AB                          |
| Directeur sportif :         |                             |                             |

| Sport Vlaanderen-Baloise SVB | Sport Vlaanderen-Baloise SVB | Sport Vlaanderen-Baloise SVB |
| ---------------------------- | ---------------------------- | ---------------------------- |
| Num                          | Coureur                      | Pos                          |
| 81                           | Aimé De Gendt (BEL)          | AB                           |
| 82                           | Kenneth Van Rooy (BEL)       | AB                           |
| 83                           | Jonas Rickaert (BEL)         | 35e                          |
| 84                           | Jarl Salomein (BEL)          | AB                           |
| 85                           | Thomas Sprengers (BEL)       | AB                           |
| 86                           | Ruben Pols (BEL)             | AB                           |
| 87                           | Preben Van Hecke (BEL)       | AB                           |
| 88                           | Bert Van Lerberghe (BEL)     | 9e                           |
| Directeur sportif :          |                              |                              |

| Wanty-Groupe Gobert WGG | Wanty-Groupe Gobert WGG        | Wanty-Groupe Gobert WGG |
| ----------------------- | ------------------------------ | ----------------------- |
| Num                     | Coureur                        | Pos                     |
| 91                      | Frederik Backaert (BEL)        | 5e                      |
| 92                      | Jérôme Baugnies (BEL)          | AB                      |
| 93                      | Mark McNally (GBR)             | 45e                     |
| 94                      | Wesley Kreder (NED)            | 26e                     |
| 95                      | Robin Stenuit (BEL)            | AB                      |
| 96                      | Guillaume Van Keirsbulck (BEL) | 1er                     |
| 97                      | Kevin Van Melsen (BEL)         | AB                      |
| 98                      | Pieter Vanspeybrouck (BEL)     | AB                      |
| Directeur sportif :     |                                |                         |

| WB-Veranclassic-Aqua Protect WVA | WB-Veranclassic-Aqua Protect WVA | WB-Veranclassic-Aqua Protect WVA |
| -------------------------------- | -------------------------------- | -------------------------------- |
| Num                              | Coureur                          | Pos                              |
| 101                              | Kevyn Ista (BEL)                 | 37e                              |
| 102                              | Roy Jans (BEL)                   | 32e                              |
| 103                              | Maxime Vantomme (BEL)            | AB                               |
| 104                              | Sébastien Delfosse (BEL)         | 16e                              |
| 105                              | Olivier Pardini (BEL)            | 13e                              |
| 106                              | Ludwig De Winter (BEL)           | 51e                              |
| 107                              | Alex Kirsch (LUX)                | 2e                               |
| 108                              | Julien Stassen (BEL)             | AB                               |
| Directeur sportif :              |                                  |                                  |

| Leopard LPC         | Leopard LPC              | Leopard LPC |
| ------------------- | ------------------------ | ----------- |
| Num                 | Coureur                  | Pos         |
| 111                 | Jan Brockhoff (GER)      | AB          |
| 112                 | Alexander Krieger (GER)  | AB          |
| 113                 | Laurent Vanden Bak (BEL) | AB          |
| 114                 | John Mandrysch (GER)     | AB          |
| 115                 | Aksel Nõmmela (EST)      | AB          |
| 116                 | Gaëtan Pons (BEL)        | AB          |
| 117                 | Szymon Rekita (POL)      | AB          |
| 118                 | Tom Wirtgen (LUX)        | AB          |
| Directeur sportif : |                          |             |

| Armée de Terre ADT  | Armée de Terre ADT      | Armée de Terre ADT |
| ------------------- | ----------------------- | ------------------ |
| Num                 | Coureur                 | Pos                |
| 121                 | Damien Gaudin (FRA)     | AB                 |
| 122                 | Bryan Alaphilippe (FRA) | AB                 |
| 123                 | Fabien Canal (FRA)      | AB                 |
| 124                 | Thibault Ferasse (FRA)  | AB                 |
| 125                 | Stéphane Poulhiès (FRA) | AB                 |
| 126                 | Steven Tronet (FRA)     | AB                 |
| 127                 | Benjamin Thomas (FRA)   | AB                 |
| 128                 | Yannis Yssaad (FRA)     | AB                 |
| Directeur sportif : |                         |                    |

| Roubaix Lille Métropole RLM | Roubaix Lille Métropole RLM | Roubaix Lille Métropole RLM |
| --------------------------- | --------------------------- | --------------------------- |
| Num                         | Coureur                     | Pos                         |
| 131                         | Julien Antomarchi (FRA)     | AB                          |
| 132                         | Joeri Calleeuw (BEL)        | 20e                         |
| 133                         | Jérémy Leveau (FRA)         | AB                          |
| 134                         | Jérémy Lecroq (FRA)         | AB                          |
| 135                         | Félix Pouilly (FRA)         | AB                          |
| 136                         | Lander Seynaeve (BEL)       | AB                          |
| 137                         |                             |                             |
| 138                         | Emiel Vermeulen (BEL)       | AB                          |
| Directeur sportif :         |                             |                             |

| An Post-ChainReaction SKT | An Post-ChainReaction SKT      | An Post-ChainReaction SKT |
| ------------------------- | ------------------------------ | ------------------------- |
| Num                       | Coureur                        | Pos                       |
| 141                       | Jonas Bokeloh (GER)            | AB                        |
| 142                       | Sean McKenna (IRL)             | AB                        |
| 143                       | Massimo Vanderaerden (BEL)     | AB                        |
| 144                       | Bas Tietema (NED)              | AB                        |
| 145                       | Przemysław Kasperkiewicz (POL) | AB                        |
| 146                       | Jacob Scott (GBR)              | AB                        |
| 147                       | Sean Mackinnon (CAN)           | AB                        |
| 148                       | Conor Hennerby (IRL)           | AB                        |
| Directeur sportif :       |                                |                           |

| Cibel-Cebon CIB     | Cibel-Cebon CIB         | Cibel-Cebon CIB |
| ------------------- | ----------------------- | --------------- |
| Num                 | Coureur                 | Pos             |
| 151                 | Robby Cobbaert (BEL)    | AB              |
| 152                 | Matthias De Witte (BEL) | AB              |
| 153                 | Michiel Dieleman (BEL)  | 42e             |
| 154                 | Brecht Ruyters (BEL)    | AB              |
| 155                 | Jimmy Janssens (BEL)    | AB              |
| 156                 | Dennis Coenen (BEL)     | AB              |
| 157                 | Joeri Stallaert (BEL)   | AB              |
| 158                 | Stijn De Bock (BEL)     | AB              |
| Directeur sportif : |                         |                 |

| AGO-Aqua Service AAS | AGO-Aqua Service AAS   | AGO-Aqua Service AAS |
| -------------------- | ---------------------- | -------------------- |
| Num                  | Coureur                | Pos                  |
| 161                  | Charlie Arimont (BEL)  | 40e                  |
| 162                  | Gordon De Winter (BEL) | AB                   |
| 163                  | Anthony Debuy (BEL)    | AB                   |
| 164                  | Antoine Loy (BEL)      | AB                   |
| 165                  | Julien Mortier (BEL)   | AB                   |
| 166                  | Martin Palm (BEL)      | AB                   |
| 167                  | Franklin Six (BEL)     | AB                   |
| 168                  | Lionel Taminiaux (BEL) | 48e                  |
| Directeur sportif :  |                        |                      |

| T.Palm-Pôle Continental Wallon PCW | T.Palm-Pôle Continental Wallon PCW | T.Palm-Pôle Continental Wallon PCW |
| ---------------------------------- | ---------------------------------- | ---------------------------------- |
| Num                                | Coureur                            | Pos                                |
| 171                                | Auxence Buntinx (BEL)              | AB                                 |
| 172                                | Guillaume Delvaux (BEL)            | AB                                 |
| 173                                | Antoine Didier (BEL)               | AB                                 |
| 174                                | Guillaume Haag (BEL)               | AB                                 |
| 175                                | Max Emil Kørner (NOR)              | AB                                 |
| 176                                | Maximilien Picoux (BEL)            | AB                                 |
| 177                                | Anthony Vandrepotte (BEL)          | AB                                 |
| 178                                |                                    |                                    |
| Directeur sportif :                |                                    |                                    |

| Pauwels Sauzen-Vastgoedservice PSV | Pauwels Sauzen-Vastgoedservice PSV | Pauwels Sauzen-Vastgoedservice PSV |
| ---------------------------------- | ---------------------------------- | ---------------------------------- |
| Num                                | Coureur                            | Pos                                |
| 181                                | David Boucher (BEL)                | AB                                 |
| 182                                | Jordi Van Dingenen (BEL)           | AB                                 |
| 183                                | Brecht Dhaene (BEL)                | 29e                                |
| 184                                | Arjen Livyns (BEL)                 | AB                                 |
| 185                                | Alexander Geuens (BEL)             | AB                                 |
| 186                                | Rob Leemans (BEL)                  | AB                                 |
| 187                                | Timothy Stevens (BEL)              | AB                                 |
| 188                                | Louis Verhelst (BEL)               | AB                                 |
| Directeur sportif :                |                                    |                                    |

| Tarteletto-Isorex TIS | Tarteletto-Isorex TIS     | Tarteletto-Isorex TIS |
| --------------------- | ------------------------- | --------------------- |
| Num                   | Coureur                   | Pos                   |
| 191                   | Jelle Mannaerts (BEL)     | 12e                   |
| 192                   | Rob Ruijgh (NED)          | 43e                   |
| 193                   | Jonathan Breyne (BEL)     | AB                    |
| 194                   | Niels De Rooze (BEL)      | AB                    |
| 195                   | Kevin Verwaest (BEL)      | AB                    |
| 196                   | Matthias Vandewalle (BEL) | AB                    |
| 197                   | Abram Stockman (BEL)      | AB                    |
| 198                   | Laurent Pieters (BEL)     | AB                    |
| Directeur sportif :   |                           |                       |